# Macrozamia fearnsidei
Macrozamia fearnsidei D.L.Jones, 1991 è una pianta appartenente alla famiglia delle Zamiaceae, endemica dell'Australia.

## Descrizione
È una cicade con fusto sotterraneo ovoidale, del diametro di 15-35 cm.
Le foglie, pennate, lunghe 70-140 cm, sono disposte a corona all'apice del fusto e sono rette da un picciolo lungo 15-40 cm; ogni foglia è composta da 55-120 paia di foglioline lanceolate, con apice acuminato, lunghe mediamente 20-60 cm, di colore verde glauco, inserite su un rachide spiraliforme, che conferisce alle foglie un aspetto piumoso.
È una specie dioica con esemplari maschili che presentano coni terminali solitari di forma cilindrica, lunghi 15-27 cm e larghi 4,5-6,5 cm ed esemplari femminili con coni di forma ovoidale lunghi 12-18 cm, e larghi 8-10 cm.
I semi sono grossolanamente ovoidali, lunghi 23-2 mm, ricoperti da un tegumento di colore rosso arancio.

## Distribuzione e habitat
La specie è endemica del Queensland centro-occidentale (Australia). Cresce da 300 a 600 m di altitudine.

## Conservazione
La IUCN Red List classifica M. fearnsidei come specie a rischio minimo (Least Concern).

La specie è inserita nella Appendice II della Convention on International Trade of Endangered Species (CITES).